# John Elway's Quarterback
John Elway's Quarterback est un jeu vidéo de football américain sorti en 1987 et fonctionne sur DOS, Commodore 64, ZX Spectrum, Amstrad CPC et Nintendo Entertainment System. Le jeu a été développé par Leland Corporation puis édité par Virgin Games.
Il a également été développé comme jeu d'arcade pour deux joueurs. Les joysticks gauche et droit ayant des fonctions différentes (attaque ou défense), les joueurs doivent changer de côté à chaque changement de possession du ballon. En attaque et en défense, les joueurs peuvent choisir une tactique dans une liste préétablie dans un playbook.